# Undīne Vītola
Undīne Vītola (* 18. Februar 1989 in Limbaži) ist eine lettische Skeletonfahrerin, die seit 2011 für Aserbaidschan startet.
Undīne Vītola lebt in Limbaži. Sie betreibt seit 2006 Skeleton. Im November des Jahres gab sie als 14.-Platzierte in Igls ihr Debüt im Skeleton-Europacup. Zwei Monate später trat sie schon bei der Skeleton-Weltmeisterschaft 2007 in St. Moritz an und belegte dort den 22. Platz. Im erstmals ausgetragenen Mannschaftswettbewerb erreichte sie mit dem lettischen Team den sechsten Rang. Ein Jahr später debütierte die junge Lettin in Cesana Pariol im Skeleton-Weltcup und wurde 24. Bei der Skeleton-Europameisterschaft 2008 belegte sie den zehnten Platz.